# Marie del Carmen González Ramos
Marie del Carmen González Ramos, en religion Carmen de l'Enfant Jésus ou en espagnol Carmen del Niño Jesús (Antequera, 30 juin 1834 - Antequera, 9 novembre 1899), est une religieuse espagnole fondatrice des franciscaines des Sacrés Cœurs d'Antequera et reconnue bienheureuse par l'Église catholique.

## Biographie
Marie del Carmen González naît à Antequera (province de Málaga, Andalousie) en 1834 dans une famille très chrétienne, dès son enfance, elle est serviable et très pieuse. En 1857, à l'âge de 22 ans, malgré l'opposition de sa famille, elle se marie avec Joaquín Muñoz del Caño qui se révèle rapidement violent et infidèle, Marie del Carmen montre de la patience et de la générosité ; en 1878, il change et s'excuse pour sa vie passée mais décède en 1881.
Devenue veuve et sans enfants à 47 ans, Carmen désire venir en aide aux nombreux enfants qui n'ont pas la possibilité d'aller à l'école ou de se soigner lorsqu'ils sont malades. Avec l'aide du père Barnabé d'Astorga, religieux capucin, elle ouvre une école en 1882 où œuvrent également d'autres femmes qui partagent ses préoccupations.
Le 8 mai 1884, Carmen González et ses compagnes commencent à vivre ensemble dans le couvent de Notre-Dame de la Victoire d'Antequera formant la congrégation des sœurs tertiaires franciscaines des Sacrés Cœurs de Jésus et de Marie, celle-ci est approuvée par l'évêque de Málaga, Mgr Miguel Gómez Salazar en 1884, la fondatrice prend Carmen de l'Enfant Jésus comme nom de religion. 
L'institut fait face à de nombreuses difficultés financières, ce qui n'est pas bien accueilli par certaines autorités civiles et religieuses, malgré cet état de fait, la congrégation ouvre d'autres maisons et crée des écoles, des hôpitaux, des garderies, des écoles du soir pour les travailleurs, etc. Mère Carmen de l'Enfant Jésus meurt le 9 novembre 1899 au couvent d'Antequera lors d'une épidémie de typhus.

## Béatification
Le procès diocésain et la cause de béatification commence en 1945. Le 7 avril 1984, elle est déclarée vénérable par Jean-Paul II. Le 26 juin 2006, le pape Benoît XVI autorise la promulgation du décret reconnaissant un nouveau miracle obtenu par l'intercession de Carmen de l'Enfant Jésus, elle est béatifiée le 6 mai 2007 lors d'une cérémonie présidée par le cardinal José Saraiva Martins, C.M.F, préfet émérite de la congrégation pour les causes des saints au nom du pape. La célébration est suivie par environ 10000 fidèles.